# Aeroportul Internațional Sibiu
Aeroportul Internațional Sibiu (IATA: SBZ, ICAO: LRSB) este amplasat la 3 km vest de municipiul Sibiu, la o altitudine de 443 m și deservește Sibiul și împrejurimile acestuia. Aeroportul Sibiu a fost construit din rațiuni militare la începutul anilor 1940.

## Istoric

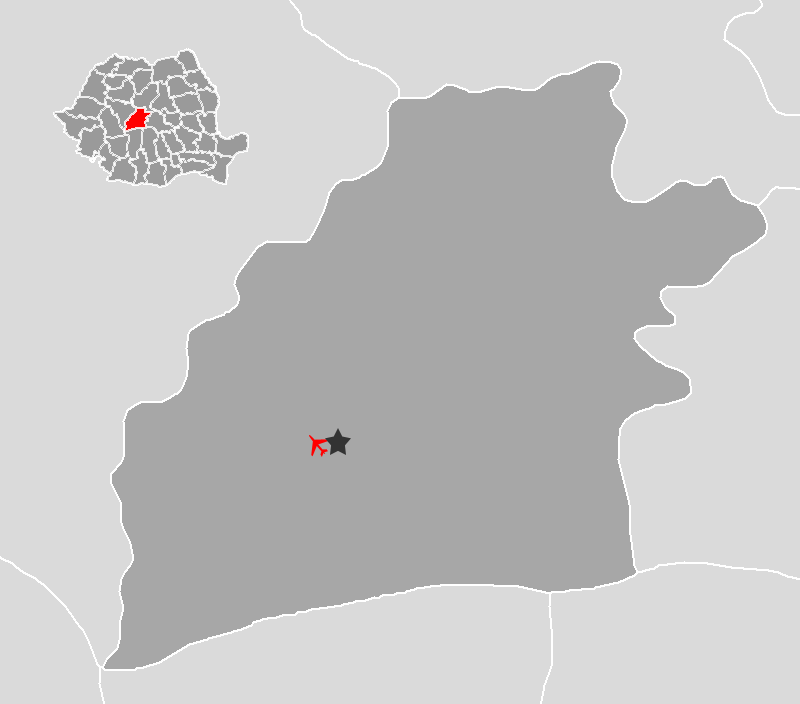
Amplasarea aeroportului din Sibiu

Inaugurarea aeroportului pe amplasamentul actual s-a făcut în 1943 și la doar un an mai târziu începeau cursele regulate către București, Brașov, Oradea și Târgu Mureș.
În 1959 a fost dată în exploatare o nouă clădire a aerogării, compusă din parter, etaj, turn de control și sală de așteptare, iar mai apoi, în 1970, a fost dat în exploatare balizajul și dispozitivul luminos de apropiere, iar în 1975 clădirea radarului împreună cu instalațiile aferente.
În 1992 aeroportul a fost declarat internațional, primele destinații fiind München și Stuttgart.
În perioada 2006-2008 aeroportul a fost modernizat și extins printr-o investiție totală de 77 milioane de euro. După finalizarea lucrărilor de extindere, aeroportul din Sibiu are capacitatea de a opera aeronave de mari dimensiuni.

## Destinații
| Companii aeriene     | Destinații |
| -------------------- | --- |
| Air Bucharest        | Charter sezonier: Antalya |
| Austrian Airlines    | Viena |
| Blue Air (suspendat) | Stuttgart |
| Lufthansa            | München |
| RYANAIR              | Corfu (din 3 iulie 2021) |
| TAROM                | București |
| Wizz Air             | Dortmund, Frankfurt–Hahn, Karlsruhe/Baden-Baden, Londra-Luton, London–Southend (din 30 octombrie 2019), Madrid, Memmingen, Nürnberg, Tel Aviv–Ben Gurion Sezonier: Basel/Mulhouse, Bruxelles-Charleroi |

## Trafic
Începând cu 2005 numărul anual de pasageri de pe aeroportul sibian s-a mărit substanțial. În tabelul alăturat este prezentat numărul anual de pasageri (intrări-ieșiri):
|  | Graficele sunt indisponibile din cauza unor probleme tehnice. Mai multe informații se găsesc la Phabricator și la wiki-ul MediaWiki. |

Vezi interogarea Wikidata.